# Nữ hộ vệ xinh đẹp Thủy thủ Mặt Trăng: Vũ trụ – Bản điện ảnh
Nữ hộ vệ xinh đẹp Thủy thủ Mặt Trăng: Vũ trụ – Bản điện ảnh (Nhật: 劇場版「美少女戦士セーラームーンCosmos」 Hepburn: Gekijōban Bishōjo Senshi Sērā Mūn Kosumosu) là một bộ phim hoạt hình gồm 2 phần phát hành vào năm 2023 dựa trên chương Stars trong manga Sailor Moon của tác giả Naoko Takeuchi và cũng là giám sát chính. Đồng sản xuất bởi Toei Animation và Studio Deen, và được phân phối bởi Toei Company. Đây là phần tiếp theo của Sailor Moon Eternal (2021), đóng vai trò là mùa thứ năm và cũng là mùa cuối cùng trong loạt phim hoạt hình Sailor Moon Crystal. Bộ phim có sự tham gia của Kotono Mitsuishi lồng tiếng cho Sailor Moon và Chibi-Chibi cùng với Kenji Nojima, Misato Fukuen, Hisako Kanemoto, Rina Satō, Ami Koshimizu, Shizuka Itō, Junko Minagawa, Sayaka Ohara, Ai Maeda, Yukiyo Fujii, Nana Mizuki, Marina Inoue, Saori Hayami, Ayane Sakura và Megumi Hayashibara. Phim được phát hành tại Nhật Bản vào tháng 6 năm 2023, phần đầu tiên công chiếu vào ngày 9 và phần thứ hai công chiếu vào ngày 30.
Netflix đã mua bản quyền bộ phim và phát hành trên toàn thế giới vào ngày 22 tháng 8 năm 2024.

## Phát hành

### Phát hành tại Nhật Bản
Bộ phim gồm hai phần được phát hành tại các rạp chiếu phim ở Nhật Bản vào tháng 6 năm 2023, với phần phim đầu tiên vào ngày 9 và phần phim thứ hai vào ngày 30. Đĩa Blu-ray và DVD của Nhật Bản được phát hành vào ngày 20 tháng 12 năm 2023.

### Phát hành quốc tế
Bộ phim hai phần này cũng đã được trình chiếu tại Liên hoan phim quốc tế Thượng Hải vào tháng 6 năm 2023, như một phần của chương trình "SIFF Special: Toei Animation". Vào tháng 6 năm 2024, có thông báo rằng Netflix đã mua lại bản quyền phát trực tuyến cho bộ phim hai phần này và nó được phát hành trên toàn thế giới vào ngày 22 tháng 8 năm 2024.